# 御船寄
御船寄（おふなより）は、大分県中津市竜王地区にある江戸時代の中津藩の藩船を繋留した港跡である。御船入れ（おふないれ）とも呼ばれる。

## 概要
御船寄は、中津川の河口付近で闇無浜の西端に位置し、江戸時代に中津藩の藩主が参勤交代に用いた御座船である藩船「朝陽丸」や、これに随行する御用船が繋留された港であった。中津藩は周防灘に面し、瀬戸内海を介して畿内と通じていたため、海路での畿内との結びつきが強く、参勤交代の際には海路で大阪に至った後に、陸路で江戸を目指すのが常であった。
また、明治時代に入って物資の流通が盛んになると、御船寄は交易港として隆盛し、周辺には料亭や旅籠が建ち並ぶほどであったという。しかし、1935年（昭和10年）に対岸の小祝に港が建設された後には衰退し、現在では漁船の船溜まりとなっている。船溜まりの一部には江戸時代の面影を伝える玉石積みの突堤が残されている。
御船寄は、2002年10月21日に中津市文化財に指定されるとともに、2006年2月17日に未来に残したい漁業漁村の歴史文化財産百選に選定されている。
座標: 北緯33度36分41.5秒 東経131度11分32.0秒 / 北緯33.611528度 東経131.192222度